# Đài tưởng niệm UFO Ängelholm

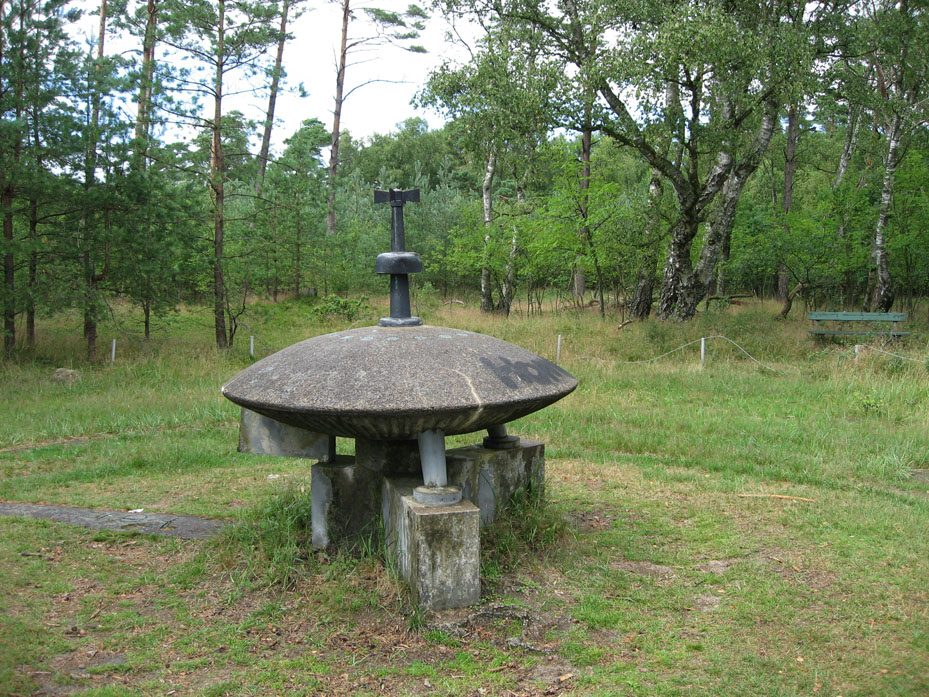
Đài tưởng niệm UFO ở Ängelholm

Đài tưởng niệm UFO Ängelholm là một bức tượng dành riêng cho một vụ hạ cánh của UFO ở Kronoskogen, khu rừng rậm nằm tại vùng Ängelholm, Thụy Điển. Một số đài tưởng niệm khác như vậy tồn tại ở châu Âu (các ví dụ khác bao gồm đài tưởng niệm sự kiện Robert Taylor ở Livingston tại Scotland và Đài tưởng niệm UFO Emilcin ở Emilcin, Ba Lan). Được đưa vào hoạt động vào năm 1963, nó nằm trong khu rừng phát quang ở Kronoskogen, nơi đã chứng kiến nhiều "chuyến bay thử nghiệm quy mô lớn" trong khoảng thời gian đó. Đài tưởng niệm UFO Ängelholm nhằm kỷ niệm vụ UFO hạ cánh, được cho là diễn ra vào ngày 18 tháng 5 năm 1946 và được doanh nhân Thụy Điển, người sáng lập và chủ sở hữu của Cernelle AB, Gösta Carlsson tận mắt chứng kiến. Đài tưởng niệm gồm một mô hình UFO và các dấu vết hạ cánh, và được xây cất bằng bê tông.
Đến năm 1991, Carlsson được ghi nhận trong truyền thuyết về UFO bằng tiếng Anh. Năm 1995, nhà UFO học kiêm chủ tịch tổ chức UFO-Sweden của Thụy Điển là Clas Svahn đã điều tra vụ việc và viết một cuốn sách cùng với Gösta Carlsson về sự kiện này. Theo ông, không có bằng chứng thuyết phục nào cho thấy sự kiện đã từng diễn ra theo cách Gösta Carlsson từng mô tả.